# Ingimundur Ingimundarson
Ingimundur Ingimundarson (* 29. Januar 1980 in Reykjavík) ist ein isländischer Handballspieler.
Ingimundur Ingimundarson stand anfangs beim isländischen Verein Íþróttafélag Reykjavíkur, beim Schweizer Verein Pfadi Winterthur, beim dänischen Verein Ajax Heros und beim norwegischen Erstligisten Elverum Håndball unter Vertrag. Daraufhin spielte er von 2008 bis 2010 in der Handball-Bundesliga bei GWD Minden. Anschließend wechselte er zum dänischen Erstligisten AaB Håndbold. In der Saison 2011/12 lief Ingimundur Ingimundarson für Fram Reykjavík auf und kehrte daraufhin zu ÍR Reykjavík zurück. Im Sommer 2014 unterschrieb er einen Vertrag bei KA Akureyri.
Für die Nationalmannschaft Islands bestritt Ingimundarson bisher 123 Länderspiele. Bei den Olympischen Spielen 2008 gewann er die Silbermedaille. Im Sommer 2012 nahm er erneut an den Olympischen Spielen in London teil.

## Erfolge
- Silbermedaille bei den Olympischen Spielen 2008 in Peking